# Cupa Asociațiunii Române de foot-ball 1909/10
Die Cupa Asociațiunii Române de foot-ball 1909/10 war das 1. Turnier in der Geschichte der rumänischen Fußballmeisterschaft. Der erste organisierte Wettbewerb dieser Art war für den Zeitraum Dezember 1909 bis Januar 1910 angesetzt worden.

## Abschlusstabelle
| Pl. | Verein             | Sp. | S | U | N | Tore    | Quote | Punkte |
| --- | ------------------ | --- | - | - | - | ------- | ----- | ------ |
| 1.  | Olympia Bukarest   | 1   | 1 | 0 | 0 | 002:100 | 2,00  | 02:0   |
| 2.  | Colentina Bukarest | 2   | 1 | 0 | 1 | 003:200 | 1,50  | 02:20  |
| 3.  | United Ploiești    | 1   | 0 | 0 | 1 | 000:200 | 0,00  | 0:20   |

Platzierungskriterien: 1. Punkte – 2. Torquotient

## Kontroversen
Im Rahmen des Turniers wurden lediglich zwei Spiele ausgetragen:
- 6. Dezember 1909 Olympia Bukarest – Colentina Bukarest 2:1 (2:0)
- 25. Dezember 1909 Colentina Bukarest – United Ploiești 2:0 (0:0)

Im Nachhinein wurde allgemein angenommen, dass Olympia Bukarest diesen Wettbewerb gewonnen hatte, und daher wurde der Verein zum ersten Meister Bukarests sowie Jahre später rückwirkend zum ersten rumänischen Landesmeister ernannt. Andere Quellen behaupten, dass Colentina Bukarest der tatsächliche Sieger des Pokals gewesen sei, weil einige Spiele aufgrund des Nichtantritts einer der Mannschaften nicht stattgefunden hätten. Allerdings lassen sich dafür keine Belege in der damaligen Tagespresse finden. Recherchen der International Federation of Football History & Statistics zufolge soll ein weiteres Spiel zwischen United Ploiești und Olympia Bukarest stattgefunden haben, aus dem United als Sieger mit einem Tor Differenz hervorgegangen sei. Damit wäre Colentina der erste rechtmäßige Meister von Bukarest gewesen.